# A184魚雷
A184魚雷是義大利海軍使用在潛艇與水面艦艇上的有線導引重型魚雷。

## 歷史
義大利於1971年提出新型魚雷的設計需求，由懷海德水下系統公司負責設計與生產，1974年開始進入義大利海軍的潛艇與水面艦艇上服役，為掃羅級潛艇的主要武器。

## 設計特點
A184魚雷為有線導引設計，尋標頭為主動與被動聲納共同組成，聲納的陣列分成兩個半圓形，分別負責水平與垂直面上的訊號接收以提高涵蓋的範圍。1987年美國海軍在試驗時，這型魚雷曾經展示具有尾跡跟隨（wake-following）的歸向能力。
A184魚雷最終版本為A184 mod.3，後來更名為黑鯊魚雷。使用新型數位化TOSO尋標頭，而這個尋標頭的技術原始來自於德國的DM2A3/4魚雷。改良計畫於1997年展開，新的尋標頭能夠同時追蹤多個目標，提升攻擊威力。

## 使用國家
- 義大利
- 祕魯
- 中國（可能）[1]

## 內部連結
- 魚雷
- 潛艇